# Europapokal der Landesmeister 1970/71

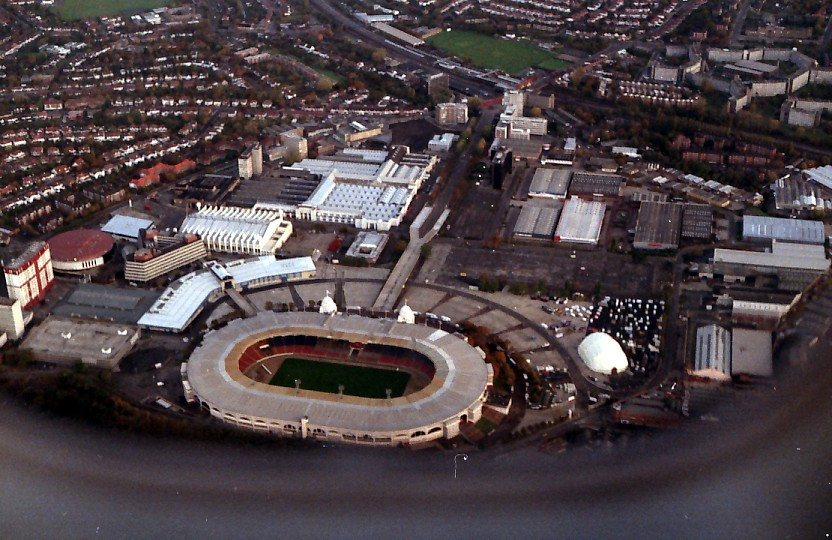
Das Londoner Wembley-Stadion

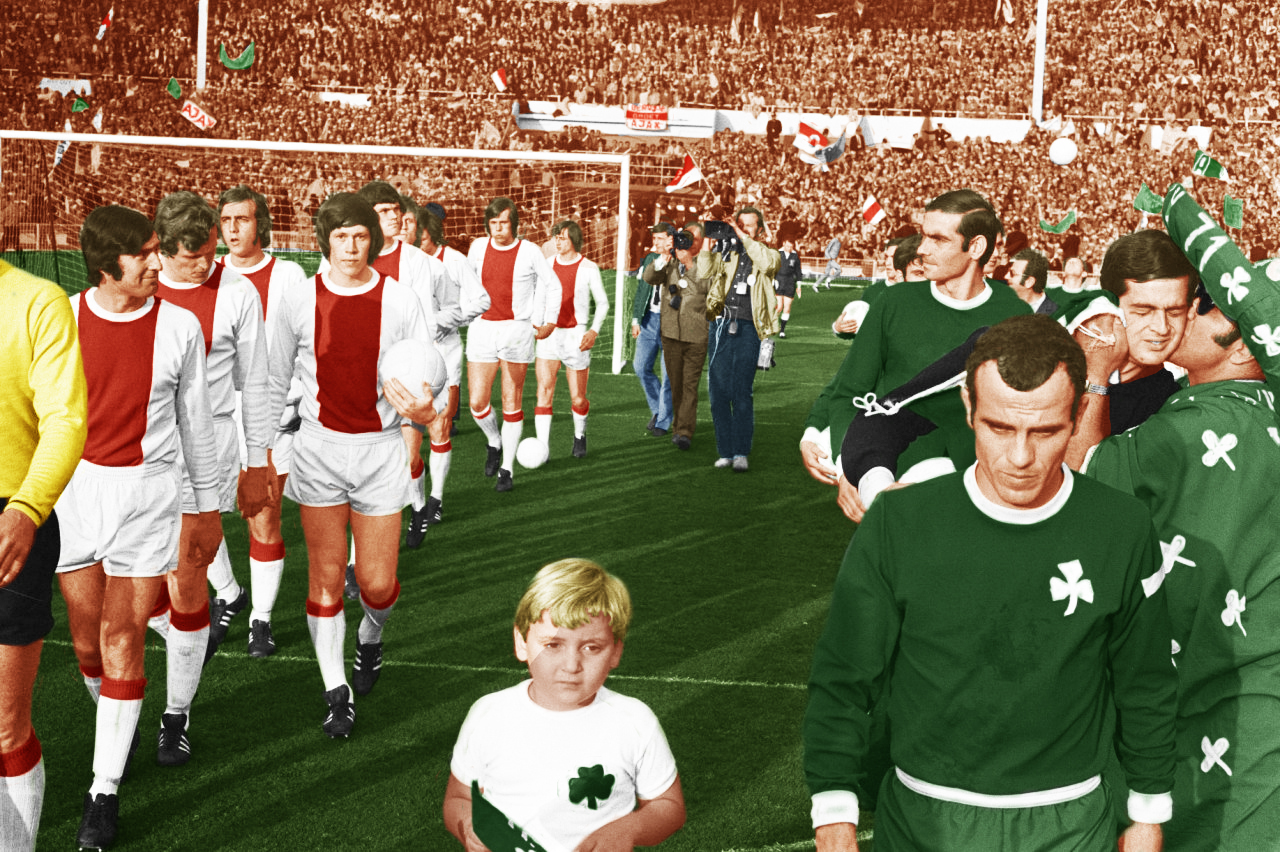
Ajax – Panathinaikos, Europapokal der Landesmeister 1970/71 Finale

Der Europapokal der Landesmeister 1970/71 war die 16. Auflage des Wettbewerbs. 33 Klubmannschaften nahmen teil, darunter 32 Landesmeister der vorangegangenen Saison und mit Feyenoord Rotterdam der Titelverteidiger.
Die Teilnehmer spielten im reinen Pokalmodus mit (bis auf das Finale) Hin- und Rückspielen um die Krone des europäischen Vereinsfußballs. Bei Torgleichstand zählte zunächst die größere Zahl der auswärts erzielten Tore; gab es auch hierbei einen Gleichstand, wurde das Rückspiel verlängert und gegebenenfalls sofort anschließend ein Elfmeterschießen zur Entscheidung ausgetragen. Das Elfmeterschießen wurde in diesem Jahr zum ersten Mal als Entscheidungsbringer ausgewählt und ersetzte den unglücklichen Münzwurf. Ebenso wurde verändert, dass die Auswärtstorregel in allen Runden, und nicht wie bisher nur in den ersten beiden, gelten soll.
Das Finale fand am 2. Juni 1971 im Wembley-Stadion von London vor 83.179 Zuschauern statt.

## Vorrunde
Das Hinspiel fand am 18. August, das Rückspiel am 2. September 1970 statt.
|                          | Gesamt |                 | Hinspiel | Rückspiel |
| ------------------------ | ------ | --------------- | -------- | --------- |
| DFS Lewski-Spartak Sofia | 3:4    | FK Austria Wien | 3:1      | 0:3       |

## 1. Runde
Die Hinspiele fanden am 16. September, die Rückspiele am 22.(Mönchengladbach vs. Larnaka)/30. September 1970 statt.
|                        | Gesamt    |                          | Hinspiel | Rückspiel |
| ---------------------- | --------- | ------------------------ | -------- | --------- |
| EPA Larnaka            | 00:16     | Borussia Mönchengladbach | 0:6      | 00:10     |
| Spartak Moskau         | (a)4:4(a) | FC Basel                 | 3:2      | 1:2       |
| Fenerbahçe Istanbul    | 0:5       | FC Carl Zeiss Jena       | 0:4      | 0:1       |
| Rosenborg Trondheim    | 0:7       | Standard Lüttich         | 0:2      | 0:5       |
| Sporting Lissabon      | 9:0       | FC Floriana              | 5:0      | 4:0       |
| Slovan Bratislava      | 4:3       | Boldklub 1903            | 2:1      | 2:2       |
| Feyenoord Rotterdam    | (a)1:1(a) | UTA Arad                 | 1:1      | 0:0       |
| FC Everton             | 9:2       | ÍB Keflavík              | 6:2      | 3:0       |
| IFK Göteborg           | 1:6       | Legia Warschau           | 0:4      | 1:2       |
| 17. Nëntori Tirana     | 2:4       | Ajax Amsterdam           | 2:2      | 0:2       |
| Atlético Madrid        | 4:1       | FK Austria Wien          | 2:0      | 2:1       |
| Újpesti Dózsa Budapest | 2:4       | Roter Stern Belgrad      | 2:0      | 0:4       |
| Cagliari Calcio        | 3:1       | AS Saint-Étienne         | 3:0      | 0:1       |
| Celtic Glasgow         | 14:00     | Kokkolan Palloveikot     | 9:0      | 5:0       |
| Jeunesse Esch          | 1:7       | Panathinaikos Athen      | 1:2      | 0:5       |
| Glentoran FC           | 1:4       | Waterford FC             | 1:3      | 0:1       |

## 2. Runde
Die Hinspiele fanden am 21. Oktober, die Rückspiele am 4./5. November 1970 statt.
|                          | Gesamt          |                   | Hinspiel | Rückspiel |
| ------------------------ | --------------- | ----------------- | -------- | --------- |
| Standard Lüttich         | 1:2             | Legia Warschau    | 1:0      | 0:2       |
| Ajax Amsterdam           | 5:1             | FC Basel          | 3:0      | 2:1       |
| Panathinaikos Athen      | 4:2             | Slovan Bratislava | 3:0      | 1:2       |
| Borussia Mönchengladbach | 2:2 (3:4 i. E.) | FC Everton        | 1:1      | 1:1 n. V. |
| FC Carl Zeiss Jena       | 4:2             | Sporting Lissabon | 2:1      | 2:1       |
| Roter Stern Belgrad      | 6:1             | UTA Arad          | 3:0      | 3:1       |
| Waterford FC             | 02:10           | Celtic Glasgow    | 0:7      | 2:3       |
| Cagliari Calcio          | 2:4             | Atlético Madrid   | 2:1      | 0:3       |

## Viertelfinale
Die Hinspiele fanden am 9./10. März, die Rückspiele am 24. März 1971 statt.
|                    | Gesamt    |                     | Hinspiel | Rückspiel |
| ------------------ | --------- | ------------------- | -------- | --------- |
| FC Everton         | (a)1:1(a) | Panathinaikos Athen | 1:1      | 0:0       |
| Atlético Madrid    | (a)2:2(a) | Legia Warschau      | 1:0      | 1:2       |
| Ajax Amsterdam     | 3:1       | Celtic Glasgow      | 3:0      | 0:1       |
| FC Carl Zeiss Jena | 3:6       | Roter Stern Belgrad | 3:2      | 0:4       |

## Halbfinale
Die Hinspiele fanden am 14. April, die Rückspiele am 28. April 1971 statt.
|                     | Gesamt    |                     | Hinspiel | Rückspiel |
| ------------------- | --------- | ------------------- | -------- | --------- |
| Atlético Madrid     | 1:3       | Ajax Amsterdam      | 1:0      | 0:3       |
| Roter Stern Belgrad | (a)4:4(a) | Panathinaikos Athen | 4:1      | 0:3       |

## Finale
| Ajax Amsterdam                           | Ajax Amsterdam | Panathinaikos Athen | Panathinaikos Athen |
| ---------------------------------------- | --- | --- | ------------------- |
| Ajax Amsterdam                           | \| 2. Juni 1971 in London (Wembley-Stadion) \| \| Ergebnis: 2:0 (1:0) \| \| Zuschauer: 83.179 \| \| Schiedsrichter: Jack Taylor ( England) \|                                                                                         | \| 2. Juni 1971 in London (Wembley-Stadion) \| \| Ergebnis: 2:0 (1:0) \| \| Zuschauer: 83.179 \| \| Schiedsrichter: Jack Taylor ( England) \| | Panathinaikos Athen |
| Ajax Amsterdam                           | Heinz Stuy – Johan Neeskens, Barry Hulshoff, Velibor Vasović , Wim Suurbier – Johan Cruyff, Nico Rijnders (46. Horst Blankenburg), Gerrie Mühren – Sjaak Swart (46. Arie Haan), Dick van Dijk, Piet Keizer Cheftrainer: Rinus Michels | Panagiotis Ikonomopoulos – Ioannis Tomaras, Anthimos Kapsis, Frangiskos Sourpos, Giorgios Vlahos – Haris Grammos, Aristidis Kamaras, Konstantinos Eleftherakis – Mimis Domazos , Antonis Antoniadis, Totis Filakouras Cheftrainer: Ferenc Puskás ( Ungarn) | Panathinaikos Athen |
| Ajax Amsterdam                           | 1:0 Dick van Dijk (5.) 2:0 Arie Haan (87.) | | Panathinaikos Athen |
| 2. Juni 1971 in London (Wembley-Stadion) | | |                     |
| Ergebnis: 2:0 (1:0)                      | | |                     |
| Zuschauer: 83.179                        | | |                     |
| Schiedsrichter: Jack Taylor ( England)   | | |                     |

## Beste Torschützen
| Rang | Spieler            | Klub                     | Tore |
| ---- | ------------------ | ------------------------ | ---- |
| 1    | Antonis Antoniadis | Panathinaikos Athen      | 10   |
| 2    | Luis Aragonés      | Atlético Madrid          | 6    |
|      | Zoran Filipović    | Roter Stern Belgrad      | 6    |
|      | Stevan Ostojić     | Roter Stern Belgrad      | 6    |
| 5    | Peter Ducke        | FC Carl Zeiss Jena       | 5    |
|      | Herbert Laumen     | Borussia Mönchengladbach | 5    |
|      | William Wallace    | Celtic Glasgow           | 5    |
| 8    | Jozef Čapkovič     | Slovan Bratislava        | 4    |
|      | Jimmy Johnstone    | Celtic Glasgow           | 4    |
|      | Piet Keizer        | Ajax Amsterdam           | 4    |
|      | Horst Köppel       | Borussia Mönchengladbach | 4    |
|      | João Lourenço      | Sporting Lissabon        | 4    |
|      | Joe Royle          | FC Everton               | 4    |

## Eingesetzte Spieler Ajax Amsterdam
| 1. | Ajax Amsterdam |
|    | - Tor: Heinz Stuy (9/-) - Abwehr: Wim Suurbier (9/3); Barry Hulshoff (9/2); Velibor Vasović (9/-); Ruud Krol (7/-); Horst Blankenburg (4/-); Ruud Suurendonk (2/-) - Mittelfeld: Johan Neeskens (9/2); Nico Rijnders (9/1); Gerrie Mühren (8/-); Arie Haan (1/-) - Angriff: Piet Keizer (9/4); Sjaak Swart (8/1); Dick van Dijk (6/2); Johan Cruyff (6/1) - Trainer: Rinus Michels |